# Aeroportul Ekati
Aeroportul Ekati (IATA: YOA, ICAO: CYOA) este un aeroport din Ekati Diamond Mine⁠(d), Teritoriile de Nord-Vest, Canada. Aeroportul a fost tranzitat în 2015 de 0 pasageri.
Situat la o altitudine de 468 m, aeroportul dispune de o singură pistă.